# ロビンソン/太陽の5人
『ロビンソン/太陽の5人』（ロビンソン/たいようのごにん）は、ゴスペラーズ44枚目のシングル。2013年8月28日にキューンミュージックから発売。

## 解説
ゴスペラーズ初のカバー両A面シングルである。これまで数々の曲をカバーしてきたが、シングル発売は今作が初。
YouTubeにて「ロビンソン」ミュージック・ビデオ公開。ミュージック・ビデオは洋風の家で撮影されているように見えるが、本格的なサウンド環境を整えたハウススタジオに普段のライブで使用する機材一式を運び込み実施されている。
CDシングル発売に先駆けて、8月10日に「ロビンソン」と「太陽の5人」の着うた先行配信された。

## 収録曲
1. ロビンソン [4:21]
  - 作詞・作曲：草野正宗／編曲：ゴスペラーズ・井上一平
  - スピッツが1995年リリースした「ロビンソン」。
2. 太陽の5人 [4:12]
  - 作詞・作曲：デニー・ランデル，Sandy Linzer
  - 日本語詞：山田ひろし／編曲：UTA
  - The Four Seasonsが1966年リリースした「Working My Way Back to You」日本語ヴァージョン。